# Laboratoire d'informatique, de modélisation et d'optimisation des systèmes
« LIMOS » redirige ici. Ne pas confondre avec Limos.
Le Laboratoire d'informatique, de modélisation et d'optimisation des systèmes (LIMOS) est une unité mixte de recherche (UMR 6158)  du Centre national de la recherche scientifique français dépendant du département ST2I située à Aubière. Le laboratoire est rattaché à l'Université Clermont Auvergne et depuis 2012 l’École des Mines de Saint-Étienne. L'Institut français de mécanique avancée est un partenaire institutionnel.
Le LIMOS collabore avec la recherche et le développement de plusieurs entreprises telles que Michelin dans le domaine de la modélisation et de la simulation de pneumatique ou Yansys, une petite entreprise spécialisée dans le domaine des logiciels médicaux.